# Louis Sorel (abbé)
Pour les articles homonymes, voir Louis Sorel.
Louis Sorel, né le 5 juillet 1880 à Diusse et mort le 20 décembre 1943 à Toulouse, est un abbé français.

## Carrière
Il commence comme vicaire à Revel et à l'église Notre-Dame du Taur de Toulouse avant de devenir, en 1913, prêtre à Lagrâce-Dieu où il fait réaliser un monument aux morts par Armand Larroque et Jeanne Astre.
Il rejoint en janvier 1941 le conseil national du régime de Vichy, et est exécuté le 20 décembre 1943 place Perchepinte par la résistance, en représailles de l'assassinat de Maurice Sarraut, directeur de La Dépêche de Toulouse, par les collaborateurs. Ses obsèques sont célébrées le 23 décembre 1943 à la cathédrale Saint-Étienne.

## Distinctions
- Ordre de la Francisque